# イトカメムシ科
イトカメムシ科（イトカメムシか、Berytidae）はナガカメムシ上科のカメムシの1群である。体が細く、触角や歩脚が糸のように細いのが特徴である。

## 特徴

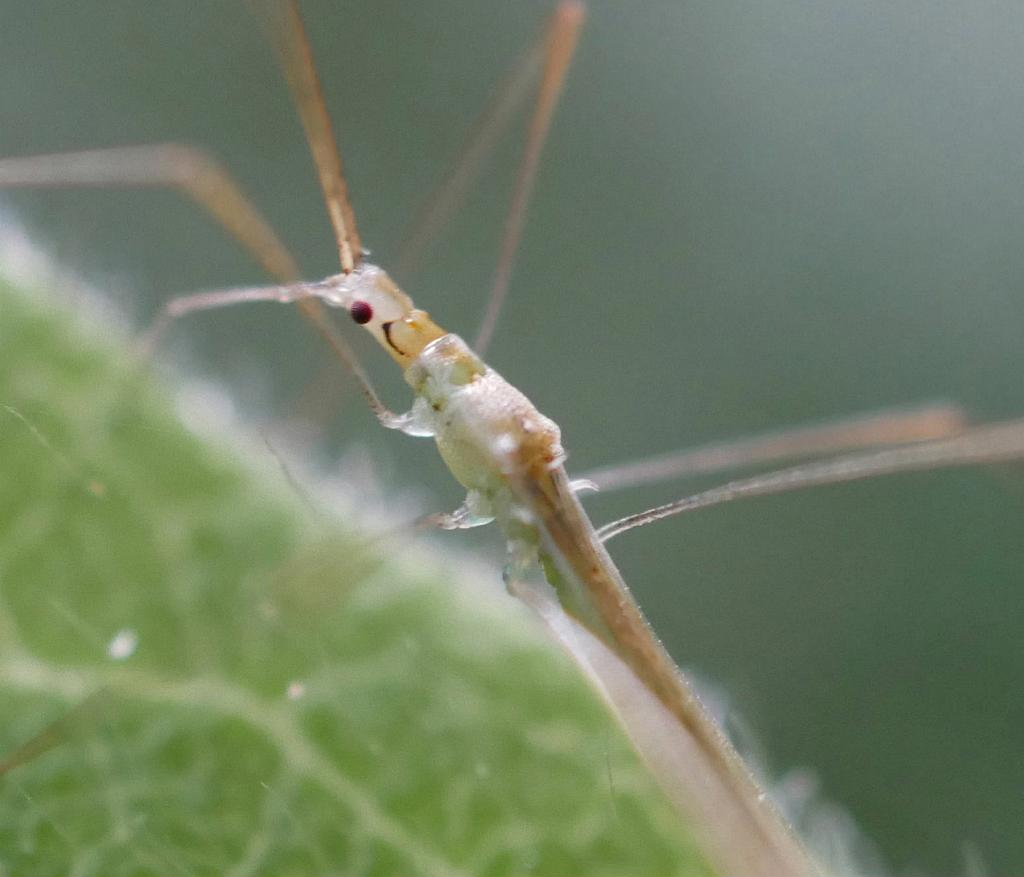
イトカメムシの体前半部
小楯板の棘状突起と臭腺部分の突起が見える

特異な形態のカメムシの1群。名前の通り、細長い体から糸のように細くて長い触角と歩脚が伸びる。また、小さいので目立ちにくいが頭部や前胸背に棘状突起や球状の突起があったり、臭腺の開口部の周囲が突出することも多くの種に見られる特徴となっている。体長は2.5mmから11mmまで、触角は4節で、歩脚の腿節の先端がやや太くなる。
体色は緑から褐色系のものが多く、植物の上に生息する。基本的には植食性で、植物の茎や葉から吸汁するものではあるが、アブラムシやハエなどの小型昆虫を捕食することがあるものが知られている。ただし詳しい生態は明らかにされていない。

## 分類
世界に45属160種ほどが知られる小さな群で、3亜科に分ける。
日本には以下の6種が知られている。
- Berytidae イトカメムシ科
  - Metacanthinae イトカメムシ亜科
    - Capyella ツノイトカメムシ属
      - C. horoni ヤエヤマツノイトカメムシ

    - Metacanthus ヒメイトカメムシ属
      - M. pulchellus ヒメイトカメムシ

    - Metatropis オオイトカメムシ属
      - M. brevirostris アカオオイトカメムシ
      - M. rufescens オオイトカメムシ

    - Yemma イトカメムシ属
      - Y. exilis イトカメムシ

  - Gampsocorinae トゲイトカメムシ亜科
    - Gampsocoris トゲイトカメムシ属
      - G. pacificus トゲイトカメムシ